# Aerodramus orientalis
La salangana de Guadalcanal o rabitojo de Guadalcanal (Aerodramus orientalis) es una especie de ave apodiforme de la familia Apodidae que vive en los archipiélagos Bismarck e islas Salomón.

## Subespecies
Se reconocen las siguientes:
- A. o. leletensis (Salomonsen, 1962) - isla Nueva Irlanda (Bismarck)
- A. o. orientalis (Mayr, 1935) - isla de Guadalcanal (Salomón)